# Kinderbijslag (Nederland)
Kinderbijslag is in Nederland een sociale uitkering die sinds 1941 wordt toegekend als tegemoetkoming in de onderhoudskosten van een kind. Ook in andere landen kent men vormen van kinderbijslag.
De 'Algemene Kinderbijslagwet' (AKW) bepaalt dat iedereen die in Nederland woont of er in dienstbetrekking werkt, recht heeft op kinderbijslag voor de eigen, stief- of pleegkinderen tot 16 jaar die tot zijn huishouden behoren of die door hem worden onderhouden. Voor kinderen van 16 of 17 jaar bestaat recht op kinderbijslag als zij naar school gaan, werkloos of arbeidsongeschikt zijn en hun eventuele inkomsten uit arbeid een bepaald bedrag niet overschrijden. (Door een koppeling met de kwalificatieplicht per 1 januari 2010, zijn deze voorwaarden veranderd voor nieuwe 16-jarigen.) Gaat een kind naar een hogere beroepsopleiding of universiteit, dan vervalt het recht op kinderbijslag. Onder voorwaarden krijgt men dubbele kinderbijslag voor een uitwonend kind.
De Sociale Verzekeringsbank voert de AKW uit. De AKW is een zogenaamde volksverzekering; er is echter geen premie verschuldigd.
Kinderbijslag hangt niet af van het inkomen van de ouders, dit in tegenstelling tot het kindgebonden budget, een inkomensafhankelijke tegemoetkoming in de kosten voor kinderen, die sinds 2009 bestaat.
Per 28 augustus 2009 werd een wetsvoorstel van de toenmalige minister van Jeugd en Gezin Rouvoet (ChristenUnie) besproken dat inhield dat de kinderbijslag voor kinderen die niet in de EU leven, maar wel van ouders zijn die in Nederland werken, lager kan zijn, aangepast aan het levenspeil van het land in kwestie. De geviseerde landen waren allereerst Turkije en Marokko, maar nog voor het debat erover goed en wel van start ging werden er bijkomende voorstellen gemaakt door gelijkgezinden die inhielden dat een dergelijke toekomstige regeling ook voor Polen kon gaan gelden, hoewel Polen sedert kort tot de EU behoorde.
Ingegaan is de Wet hervorming kindregelingen volgens welke de kinderbijslag voor oudere kinderen geleidelijk wordt verlaagd tot het niveau dat nu geldt voor jonge kinderen. De voorwaarden voor dubbele kinderbijslag voor een uitwonend kind worden aangescherpt: het uitwonen moet nodig zijn: "in verband met het volgen van onderwijs" is niet genoeg, het moet erkend onderwijs zijn, en het gaat bijvoorbeeld om een schipperskind of toptalent, of de ouders wonen erg afgelegen.

## Geschiedenis
Minister Romme (RKSP) van Sociale Zaken diende in 1938 een wetsvoorstel in, dat door zijn opvolger, de sociaaldemocraat Jan van den Tempel, in 1939 door het parlement werd geloodst. De wet trad op 1 januari 1941 in werking. In 1940 waren allerlei uitvoeringsbesluiten genomen en andere voorbereidingen getroffen, voor een deel tijdens de Duitse bezetting. De Rijksverzekeringsbank, voorloper van de huidige Sociale Verzekeringsbank, werd belast met de uitvoering van de regeling.
In de regeling van 1939 werd vanaf het derde kind kinderbijslag toegekend aan werknemers in loondienst. De hoogte van de uitkering hing af van het aantal gewerkte dagen (niet gewerkt: geen uitkering) en de hoogte van het loon (hoe hoger het loon, des te hoger de uitkering). Na de oorlog kwamen ook het eerste en het tweede kind aan bod. Zelfstandigen krijgen sinds 1951 kinderbijslag.
In 1962 werd de regeling ondergebracht in de Algemene Kinderbijslagwet, die (met wijzigingen) nog altijd van kracht is. Grootste wijziging sindsdien was de afschaffing, bij de invoering van de Basisbeurs, van de drievoudige kinderbijslag voor een uitwonend studerend kind.

## Oude kinderbijslagregeling
Vroeger kreeg men naarmate men meer kinderen kreeg, meer kinderbijslag per kind.
Deze oude regeling van voor 1995 was nog 18 jaar lang van kracht voor kinderen die voor 1995 geboren zijn, maar op 31 december 2012 werden de laatste kinderen die onder deze regeling geboren zijn 18 jaar, dus sinds 2013 is de oude regeling voor kinderbijslag uitgewerkt.

## Bedragen
De kinderbijslagbedragen zijn per kind per kwartaal. De kinderbijslag wordt betaald na afloop van elk kwartaal.
Er zijn drie tarieven kinderbijslag. Om te bepalen welk bedrag kinderbijslag men krijgt, kijkt de SVB naar de eerste dag van een kwartaal. De kwartalen starten op 1 januari, 1 april, 1 juli en 1 oktober.
| per    | 0-5 jaar | 6-11 jaar | 12-17 jaar |
| ------ | -------- | --------- | ---------- |
| jan-25 | 286,45   | 347,83    | 409,21     |
| jul-24 | 281,69   | 342,05    | 402,41     |
| jan-24 | 279,49   | 339,38    | 399,27     |
| jul-23 | 261,70   | 317,77    | 373,85     |
| jan-23 | 269,76   | 327,56    | 385,37     |
| jul-22 | 249,31   | 302,74    | 356,16     |
| jan-22 | 230,69   | 280,13    | 329,56     |
| jul-21 | 224,87   | 273,05    | 321,24     |
| jan-21 | 223,37   | 271,24    | 319,10     |
| jul-20 | 221,49   | 268,95    | 316,41     |
| jan-20 | 221,49   | 268,95    | 316,41     |
| jul-19 | 221,49   | 268,95    | 316,41     |
| jan-19 | 219,97   | 267,10    | 314,24     |
| jul-18 | 202,23   | 245,57    | 288,90     |
| jan-18 | 198,38   | 240,89    | 283,40     |

## Caribisch Nederland
Caribisch Nederland kent sinds 2016 op grond van de Wet kinderbijslagvoorziening BES een kinderbijslag van 40 (Bonaire) of 42 (Sint Eustatius en Saba) Amerikaanse dollar per maand. De kinderbijslag BES verving een belastingvoordeel onder de naam 'kindertoeslag'.